# Schörgenhubstraße
Die Schörgenhubstraße ist eine Straße in der oberösterreichischen Landeshauptstadt Linz. Sie befindet sich im statistischen Bezirk Kleinmünchen-Auwiesen. Die Straße wurde 1929 nach der gleichnamigen Ortschaft Schörgenhub benannt, wobei sich der Name vom Grundstück des Schergen (Häscher oder Gerichtsdiener) ableitet.

## Lage und Charakteristik
Die rund 1050 Meter lange Straße zweigt von der Straße Am Langen Zaun im Norden ab und verläuft in südlicher bzw. südöstlicher Richtung bis zur Auwiesenstraße. Nach rund 300 Metern kreuzt die Dauphinestraße die Schörgenhubstraße, weitere 170 Meter weiter südlich der Flötzerweg. Im Norden bis zur Dauphinestraße führt die Schörgenhubstraße durch bzw. entlang der Stadtrandsiedlung Schörgenhub vorbei. Östlich dieses Abschnitts befindet sich die Neue Sportmittelschule Linz-Kleinmünchen mit ihren Sportanlagen (Meindlstraße 25). Südlich der Dauphinestraße wird parallel zur Fahrbahn ein getrennter Radweg geführt, zudem wird dieser Straßenabschnitt von der Buslinie 12 mit den Haltestellen Schörgenhubbad und teilweise Mitterweg bedient.

## Geschichte
Bei der Schörgenhubstraße handelt es sich um eine sehr alte Straße, die durch die kleine Rotte Schörgenhub führte. Im 19. Jahrhundert bestand die Ortschaft aus fünf Gebäuden, von denen sich ein noch heute existierendes Gebäude eines Bauernhofs (Schörgenhubstraße 35) erhalten hat. Südlich dieses Bauernhofs wurde 1832/33 am Weidinger Bach mit der „Baumwoll-Spinnfabrik“ der erste mechanische Großbetrieb Kleinmünchens errichtet. Weitere Gebäude befanden sich nördlich und westlich des Bauernhofs.

## Gebäude

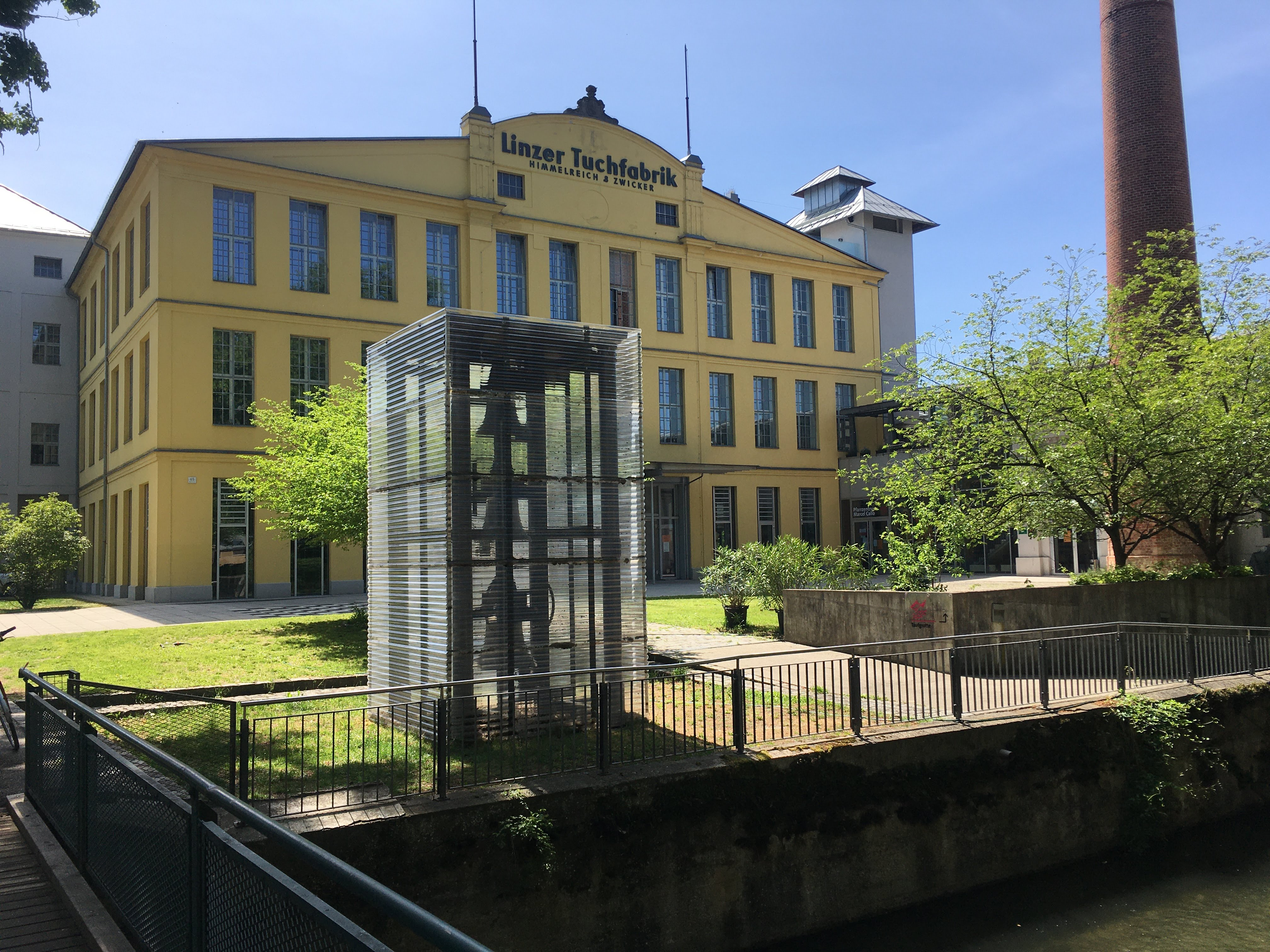
Pfarrkirche Auwiesen, ehem. Baumwollspinnerei

### Nr. 16 Erlebnisoase Schörgenhub
Die Erlebnisoase Schörgenhub (ehemals Schörgenhubbad) ist Hallen- und Freibad der Linz AG. Das Bad wurde 1977 als Bezirkshallenbad Schörgenhub eröffnet und 1995 als Erlebnisbad wiedereröffnet. Es verfügt heute über ein 25-Meter Sportbecken und ein 12,5-Meter Lehrschwimmbecken sowie ein Erlebnisbecken mit Wellen. Im Außenbereich befindet sich ein Erlebnisbecken mit Kinderplanschbecken. Im Winter wird eine Eislaufbahn betrieben.

### Nr. 39 Pfarrkirche Auwiesen
Die Pfarrkirche Linz-Auwiesen wurde 1998 auf dem Gelände der ehemaligen Baumwollspinnerei Rädler bzw. Tuchfabrik Himmelreich & Zwicker eingerichtet. Das aus den Jahren 1907/08 stammende Gebäude steht unter Denkmalschutz. Auf dem Gelände findet sich auch das „Mahnmal gegen Terror und Gewalt“, das unter anderem an den Pfarrpatron Marcel Callo erinnert.